# Michel Cullin
Michel Cullin (París, 17 de septiembre de 1944-Viena, 3 de marzo de 2020) fue un académico científico alemanista, político y alto funcionario francés, Maître de conférences en la Universidad de Niza Sophia Antipolis y jefe del departamento de relaciones franco-austriacas de la Academia Diplomática de Viena.

## Vida
Tras obtener su licenciatura en Ciencia política y Germanística (1962-65) en París, Michel Cullin trabajó como Assistant de français en la escuela theresiana en Viena (1966-1967). Entre 1967 y 1969 fue Lecteur de français en la Universidad de Viena. Después de trabajar en el instituto Geschwister-Scholl y en la Universidad de Múnich (1969-1971) trabajó como Assistant d’allemand (1971-1976), Maître- assistant de civilisation autrichienne (1976-1980) y posteriormente Maître de conférences de civilisation autrichienne (1980-1982) en la Universidad de Orleans.
En 1977 obtuvo el doctorado en études allemandes contemporaines (1977). Además trabajó como corresponsal francés para el ORF, siendo además el director del Club franco-alemán de Orleans. Entre 1979 y 1982 fue investigando de parte del Deutsch-Französischen Jugendwerks (institución germano-francesa para jóvenes) y dos años después ingresó en la asociación de ayuda de CEMA. En los años siguientes, Cullin vivió en Viena, trabajando de director del instituto francés (1982-1986) y como profesor invitado en la Universidad. También trabajo para diversos periódicos y prosiguió su tarea docente en las universidades de Heidelberg, Leipzig y Jena. Entre 1991 y 1995 fue agregado cultural para cooperaciones en educación superior en la embajada francés en Berlín.
Entre 1998 y 1999 fue Maître de conférences en la Universidad de Niza Sophia Antipolis.
Además de su trabajo como profesor, periodista e investigador, Cullin estuvo involucrado activamente en la política.
Fue galardonado con la Condecoración Austriaca de las Ciencias y las Artes.
Desde 2008 incluyó a Francia en el Consejo Internacional del Servicio Austriaco en el extranjero con Beate Klarsfeld, desde donde apoyó especialmente el trabajo de jóvenes austriacos en el Servicio Austriaco de la Memoria en centros de memoria de las víctimas del Holocausto y en el museo judío.
Falleció en Viena el 3 de marzo de 2020 a los setenta y cinco años.